# Irja (Vorname)
Irja ist ein weiblicher Vorname.

## Herkunft und Varianten
Der Name ist wahrscheinlich die finnische Verkleinerungsform von Irene.
Weitere finnische Varianten sind Arja und Erja.

## Bekannte Namensträgerinnen
- Irja Askola (* 1952), finnische lutherische Bischöfin
- Irja von Bernstorff (* 1983), deutsche Regisseurin, Autorin und Produzentin
- Irja Browallius (1901–1968), schwedische Schriftstellerin
- Irja Grönholm (* 1951), deutsche Übersetzerin estnischsprachiger Literatur